# تازة كند نيق (دودانغة)
تازة کند نیق (بالفارسية: تازه‌کند نیق) هي منطقة سكنية تقع في إيران في قسم دودانغة الریفي. يقدر عدد سكانها بـ 137 نسمة.